# Musica gitana

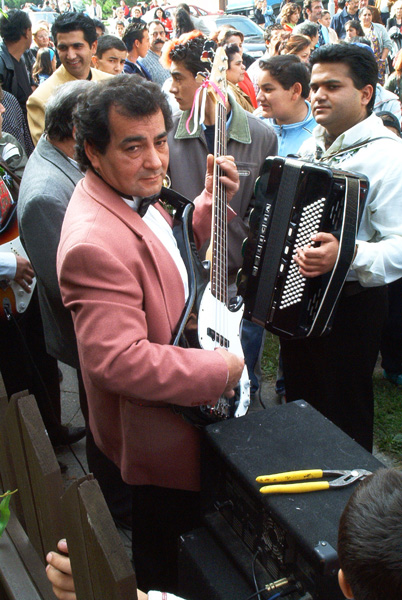
Musicisti rom ad un matrimonio nella Repubblica Ceca nel 2005

La musica gitana (anche definita musica zingara, considerato un termine dispregiativo) è la musica del popolo rom, che ebbe origine in India settentrionale, ma oggi vive principalmente in Europa.
Il popolo rom ha lavorato a lungo come intrattenitori e commercianti. In molti dei luoghi in cui vivono i rom sono diventati noti come musicisti. Le ampie distanze percorse hanno introdotto una moltitudine di influenze: bizantini, greci, arabi, indiani, persiani, turchi, slavi, rumeni, tedeschi, olandesi, francesi, spagnoli e persino ebraici.
È difficile definire i parametri di uno stile musicale rom unico, poiché ci sono molte differenze nelle strutture melodiche, armoniche, ritmiche e formali da regione a regione. I testi delle canzoni dei romani sono spesso cantati in uno o più dialetti della lingua rom e la danza accompagna spesso la performance della musica rom.
Il flamenco tipicamente spagnolo è in larga misura la musica (e la danza, o addirittura la cultura) dei romanì andalusi.
Oltre alla musica romanì per uso locale, nell'Europa orientale una musica romanì separata ha avuto origine per l'intrattenimento a feste e celebrazioni. Questa musica ha tratto i suoi temi da ungherese, rumeno, russo e altre fonti. In seguito ha guadagnato popolarità nell'Europa occidentale, dove erano attive molte orchestre rom, suonando sofisticate melodie di origine dell'Europa orientale. Probabilmente il musicista romanì più influente fu Django Reinhardt (1910-1953).

## Musica originale rom
I canti popolari rom originali sono relativamente rari. Questa particolare musica folk è principalmente vocale ed è composta da canzoni lenta e lamentose e melodie veloci che possono essere accompagnate da danze. Le melodie veloci sono accompagnate da tintinnio della lingua, battito delle mani, spigole, clic di cucchiai di legno e altre tecniche.
Ci sono cinque componenti principali che si trovano in tutta la musica romanì di vari territori. Il primo è l'uso di tre voci o parti: la linea melodica, il terce e il quint tramite vocalizzazione o strumenti. Il secondo è la sincope, in cui la musica inizia subito dopo un battito mantenendo un ritmo coerente. Il terzo consiste nel far suonare la musica con frasi diverse, il che significa che l'ingresso e l'uscita di diversi temi musicali sono percepiti in momenti diversi durante una canzone attraverso il ritmo o gli strumenti. Il quarto è l'armonia, in cui viene usato un accordo minore invece di un accordo maggiore. L'ultimo è il canto, dove vengono enfatizzate le naturali capacità vocali.
Lo sviluppo della musica romanì risale al suono di strumenti come il liuto alla fine del 1400 in Ungheria e in Italia. I Rom si esibiranno con i non-rom come animatori in qualsiasi aspetto della performance. Alla fine, man mano che la religione organizzata prendeva piede, le prestazioni diventavano meno enfatizzate e talvolta proibite per le popolazioni non rom, così i rom riempivano tutti i luoghi di intrattenimento professionale. Si sono anche esibiti in eventi della vita come matrimoni, battesimi, funerali e circoncisioni.  Le influenze musicali e culturali sono state prese dai paesi in cui hanno vissuto e incorporate nella propria musica come strumenti, lingue e materie della musica stessa. Alcune canzoni incorporano la Lingua romaní.

## Musica legata al paese di residenza
La maggior parte della musica dei romanì si basa sulla musica popolare dei paesi in cui i romanì si stabilirono. La musica locale viene adottata ed eseguita - di solito strumentale - e, lentamente, si trasforma in stili romani, che di solito sono più complessi degli stili originali. A sua volta, la musica romanì ha influenzato notevolmente la musica locale. Tra queste, le versioni ungheresi sono diventate più conosciute, sebbene resistano anche esempi di musica romani in altri paesi.

### Spagna
Il popolo romanì della Spagna (Gitanos) ha contribuito in modo significativo alla tradizione musicale andalusa conosciuta come flamenco. Sebbene non sia, a rigor di termini, musica romanì, il flamenco è strettamente associato a questa etnia e una parte significativa dei famosi artisti di flamenco è gitana.

### Bulgaria
A causa della popolazione rom in Bulgaria, la musica di questo gruppo etnico è molto popolare. musica chalga, suonata anche da musicisti romanì in Bulgaria.

### Romania

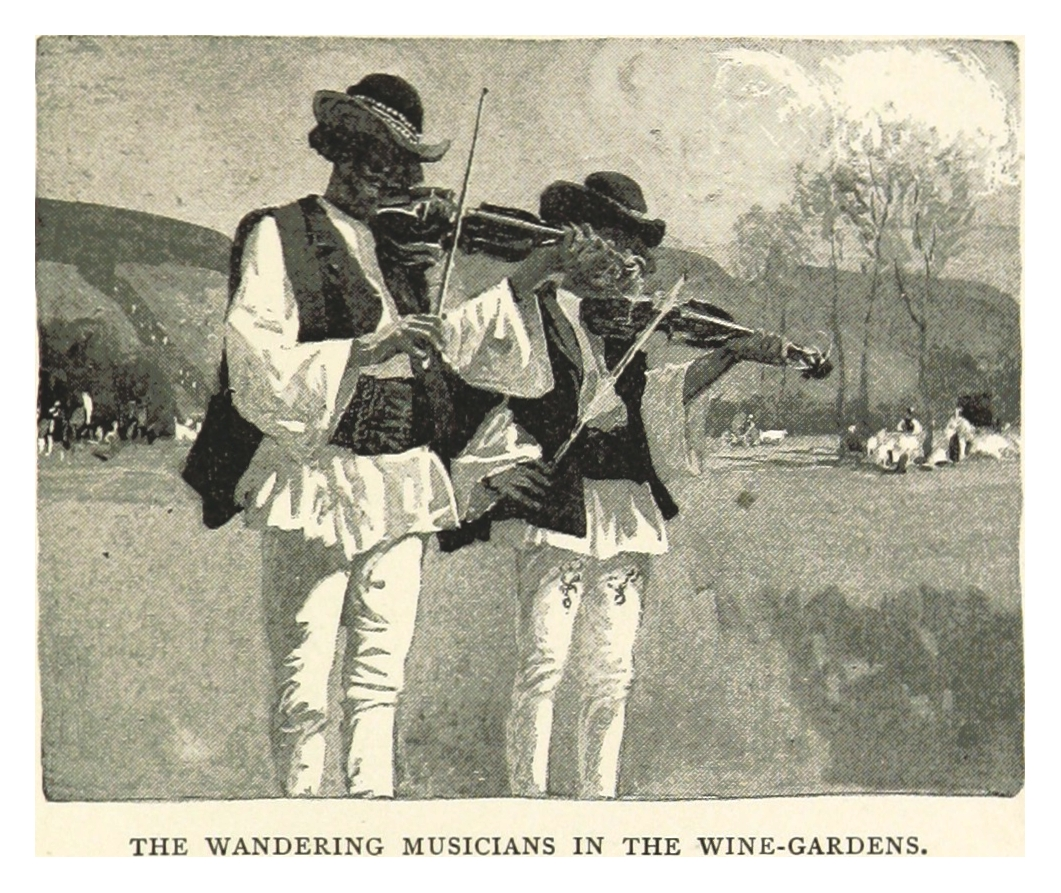
Musicisti erranti nei giardini del vino della Transilvania (Pennell, 1893)

I Lăutari erano musicisti romani tradizionali, suonando in vari eventi (matrimoni, funerali, ecc.)
Il genere manele, molto popolare in Romania, è supportato anche da musicisti etnici romanì .

### Russia
Un coro romanì in Russia era il coro Sokolovsky .
Nel 1931, a Mosca è stato istituito un teatro pubblico romanì, il Romen Theater, che incorpora musica e danza rom in spettacoli teatrali.

### Turchia
I rom sono noti in tutta la Turchia per la loro musicalità. La loro musica urbana ha portato al pubblico echi di musica classica turca attraverso il meyhane o la taverna. Questo tipo di musica fasıl (uno stile, da non confondere con la forma fasıl della musica classica turca) accoppiato con il cibo e le bevande alcoliche è spesso associato alle classi più basse della società turca, sebbene possa anche essere trovato in stabilimenti più "rispettabili" nei tempi moderni.
I romanì hanno anche influenzato il fasıl stesso. Suonata in sale da musica, la musica dance (oyun havası) richiesta alla fine di ogni serata è stata incorporata alla rakka ottomani o a motivi di danza del ventre. Il ritrmo ostinato che accompagna l'improvvisazione strumentale (ritimli taksim) per la danza del ventre è parallela a quella del gazel classico, un'improvvisazione vocale a ritmo libero con accompagnamento ritmico. Strumenti musicali popolari in questo tipo di fasıl sono il clarinetto, il violino, il kanun e il darbuka. Il clarinettista Mustafa Kandıralı è un noto musicista fasıl.

### Balcani
Un genere tipico di musica rom balcanica è noto come Tallava. Originariamente prodotta dalla minoranza ashkali in Kosovo negli anni '90, la Tallava fu in seguito adottata da altri romanì, inclusi in Albania. Questo genere ha influenze da altri generi musicali come il greco (Skiladiko) e il bulgaro (Chalga). Si è anche unito alla musica turca (Arabesque), araba (musica pop araba), serba (turbo-folk) e albanese.

### Ungheria

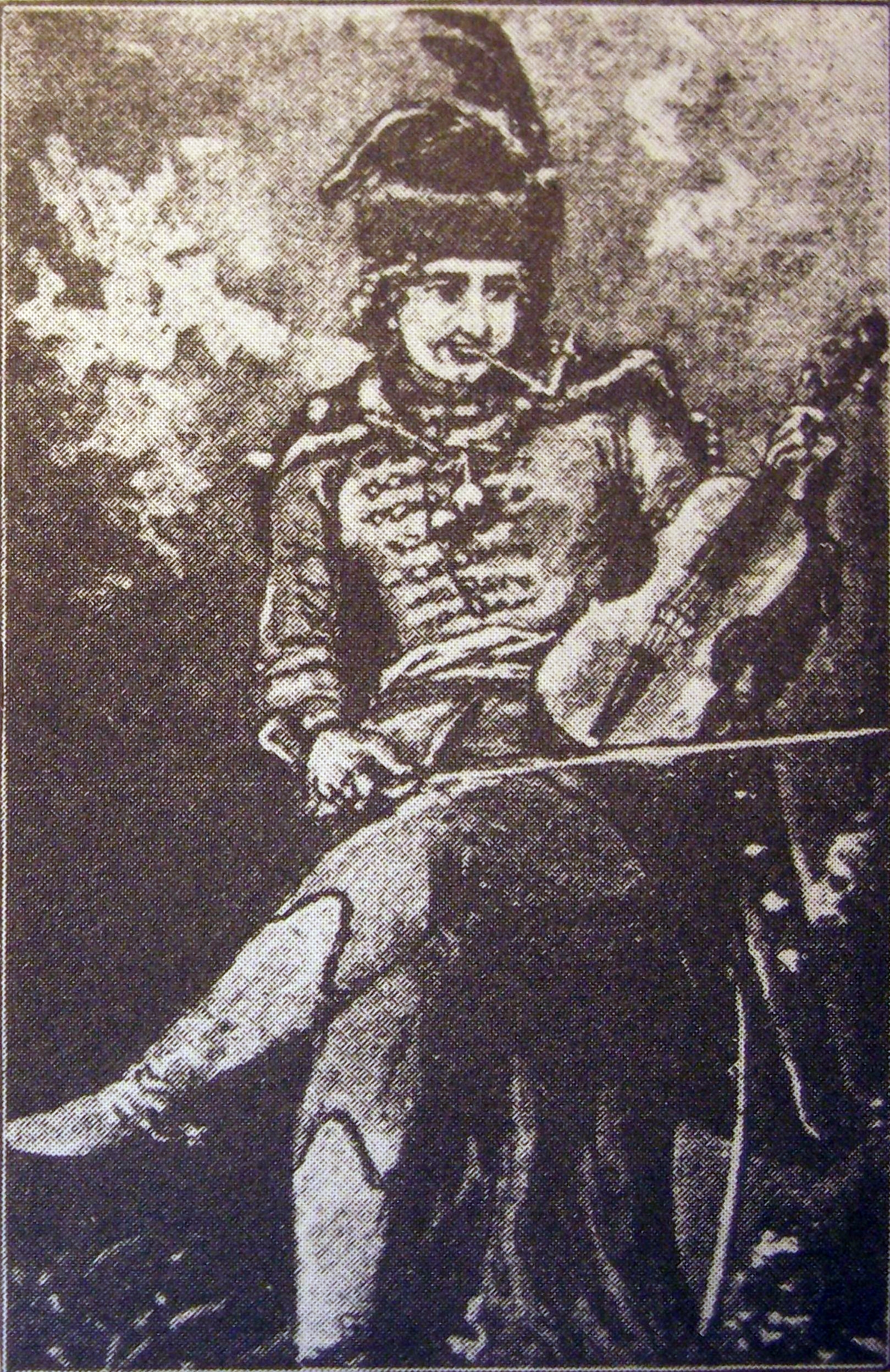
Panna Cinka

La Rajkó Orchestra and Folk Ensemble è nota per la conservazione della musica, della danza e della cultura in costume dei rom ungheresi dal 1952. Il loro lavoro porta avanti le tradizioni delle generazioni di zingari secolari. Le loro esibizioni possono essere ammirate in numerosi locali, tra cui il Palazzo del Danubio di Budapest durante la stagione tra il 1 maggio e il 31 ottobre.
Un'altra importante formazione musicale rom è Ando Drom. Fondata da Jenő Zsigó nel 1993, la Ando Drom Foundation serve a promuovere l'arte rom, incoraggiare i giovani talenti e permettere ai romani di incontrare la propria cultura all'interno della comunità, attraverso le produzioni della band Ando Drom, tra gli altri, un gruppo pioniere della reinterpretazione di musica e danza romanì. La loro musica è di natura contemporanea. Oltre alle autentiche canzoni popolari rom, suonano una sorta di musica urbana rom che dà voce alla realtà attuale della comunità. Evitano di ricostruire le maniere di vecchi musicisti e cantanti o il loro stile.
Tradizionalmente ci sono due tipi di musica romanì: uno reso per un pubblico non rom, l'altro è realizzato all'interno della comunità rom. La musica eseguita per gli estranei si chiama "musica gitana", che è un nome colloquiale che deriva da Ferenc Liszt . Chiamano la musica che suonano tra loro "musica folk".
Sebbene i musicisti rom in Ungheria siano stati citati in libri dal XV secolo, la musicalità come occupazione non si diffuse tra i Rom fino alla seconda metà del XVIII secolo. I rom hanno iniziato a sviluppare una cultura musicale etnica dagli anni '70 e hanno ottenuto lo status di minoranza nazionale in Ungheria . Due famosi musicisti romani del XVIII secolo furono Mihály Barna e Panna Cinka . La band di quest'ultimo aveva due violini ("prim" e "kontra"), un cimbalom e un contrabbasso.
Il boom della musica Rom negli ultimi decenni del XVIII secolo fu innescato dal movimento nazionalista ungherese. Nuovi generi hanno iniziato ad evolversi nella musica e nella danza. Bande zigane si sono esibite in più luoghi, come parchi, passeggiate. Sostenuti dagli aristocratici, i musicisti romanì hanno iniziato a conoscere meglio il classicismo viennese e la cultura musicale europea. L'armonizzazione unica della "musica gitana" ungherese ha iniziato a differire dalla sua controparte balcanica. Questo è stato uno dei principali fattori del successo dell'Europa occidentale della "musica gitana" ungherese. Questa musica era esotica, ma ancora accessibile per le masse. Un altro fattore che ha contribuito al successo è stata la tradizione di giocare senza punteggi. Ciò ha ulteriormente reso popolare i musicisti romani da quando hanno imparato e suonano musica ad orecchio. Le bande di zingari inizialmente consistevano in archi, arpa e duda. Successivamente l'arpa fu sostituita con cimbalom. Le armonie che accompagnano le melodie sono diventate più dominanti nella loro musica. Duda è stato sostituito da clarinetto e tárogató . La strumentazione fu influenzata dalle influenze classiche occidentali, quindi la forma più popolare fu: due violini (prímás e kontrás), cimbalom, contrabbasso. Bande più grandi avevano clarinetto, violoncello e in seguito un altro violino (tercprímás).
All'inizio del XIX secolo, i musicisti romanì diventarono i rappresentanti della musica nazionale. Durante la Rivoluzione ungherese del 1848 in Ungheria, bande rom suonarono la loro musica per i soldati prima e dopo la battaglia per incoraggiarli e intrattenerli. Dopo la perdita della guerra, questi musicisti ottennero molto rispetto dal paese. La musica gitana divenne il simbolo della libertà desiderata. Un nuovo genere chiamato magyar nóta si è evoluto intorno alla metà del secolo. I compositori dell'epoca volevano sembrare più simili alla musica dell'Europa occidentale estendendo la forma popolare e adottando alcuni elementi di stile occidentale. Questo genere è stato anche interpretato da musicisti romanì, quindi ha iniziato a essere etichettato anche come "musica gitana". Il più famoso compositore romanico di questo secolo fu Pista Danko (1858-1903).

### Europa occidentale
La sofisticata musica delle orchestre rom che visitarono l'Europa occidentale divenne popolare nella seconda metà del XIX secolo e ebbe il suo apogeo dagli anni 1920 in poi a circa 1960, sebbene questa musica rimanga popolare ancora oggi. I tour di rajkó -orchestras - con giovani musicisti romani - ha aggiunto molto alla sua popolarità. I ragazzi rajkó erano affascinanti e virtuosi, una combinazione che incantava il pubblico.
Il cimbalom, sconosciuto al pubblico occidentale, ha aggiunto il suo suono caratteristico ai violini suonati in stile romanì. Virtuosi romanì come Bela Babai, Lajos Veres, i numerosi membri della famiglia Lakatos e altri divennero famosi. Oggi i nomi di Roby Lakatos, Buffo Sandor e Sandor Jaroka sono ancora nomi familiari per gli intenditori occidentali di questo tipo di musica.
Il pubblico occidentale ha considerato questo genere come una controparte dell'altra musica legata ai romani: il jazz manouche. Lo consideravano come un tipico stile gitano: un bell'esempio di cultura romanì. Nelle lingue dell'Europa occidentale lo hanno indicato come "musica zingara", "Musique tsigane", "Zigeunermusik", ecc.
Dal 2014, un progetto finanziato dall'UE chiamato Music4Rom ha messo in luce l'importanza della musica romanì nella musica classica. Jorge Chaminé è uno dei fondatori di questo progetto. I valori promossi da Music4Rom includono il riconoscimento, la comprensione degli altri, la creatività, la tolleranza e l'ammirazione. Il progetto promuove i valori dei romani per costruire ponti interculturali, inclusione sociale e educazione dei bambini attraverso la musica.